# Jazira (kanton)

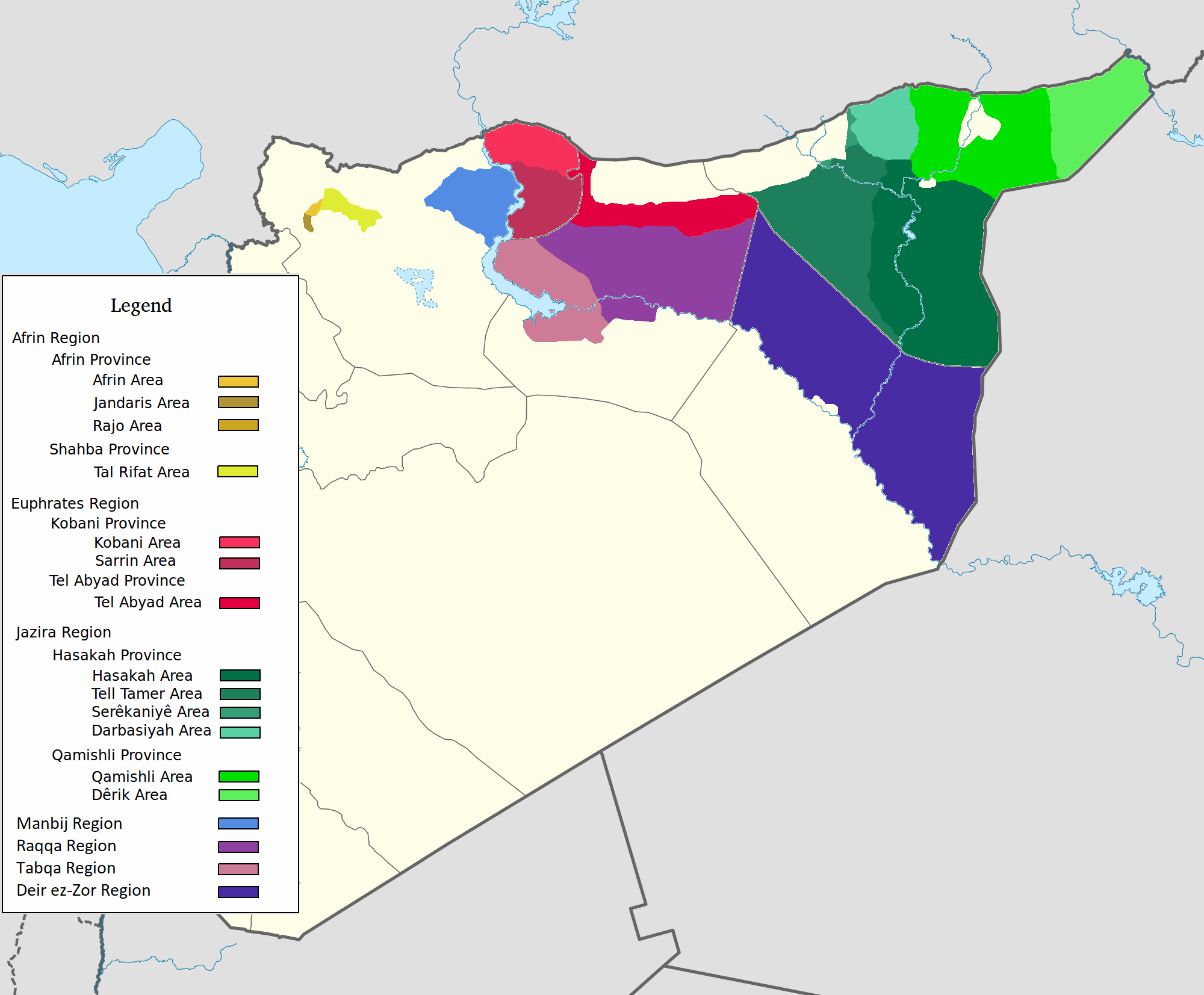
Het kanton Jazira (groen ingekleurd) als een van de drie kantons van Rojava

Het kanton Jazira (Aramees: ܦܢܝܬܐ ܕܓܙܪܬܐ, Fnitho d' Gozarto) is een van de drie kantons (bestuurseenheden) van de Syrisch-Koerdische regio Rojava. Jazira ligt in het noordoosten van Syrië, in de provincie Hasakah. Het kanton staat bestuurlijk onder controle van de PYD, en wordt militair gecontroleerd door de Koerdische volksbeschermingseenheden, beter bekend als de YPG.

## Relatie met de Syrische regering
De relatie van het canton Jazira met de Syrische regering in Damascus is zeer flexibel. Enerzijds onderhoudt de PYD contacten met de Syrische regering in Damascus, die nog steeds de salarissen betaalt van ambtenaren en onderwijzers. Syrische regeringstroepen hebben ook nog altijd een militaire aanwezigheid op het vliegveld van Qamishli, de militaire basis Kawkab nabij Hasakah en aan de Turkse grens. Dit zijn vooral politietroepen en lichtbewapende lokale eenheden. Anderzijds heeft de YPG meerdere keren zware gevechten geleverd met regeringstroepen in de steden Hasakah en Qamishli. Daarbij werd een groot deel van de stad Hasakah op regeringstroepen veroverd. De PYD heeft ook stappen ondernomen om een eigen grondwet in te voeren en een eigen belastingstelsel in te voeren, zodat de afhankelijkheid van Damascus afneemt.

## Geschiedenis
In 2012 trok het Syrische regeringsleger van president Bashar al-Assad zich grotendeels terug uit de Koerdische gebieden in het noorden van Syrië. De veiligheid en het bestuur in de Koerdische gebieden werd door de PYD overgenomen. Alleen de steden Qamishli en Hasakah bleven onder controle van het regeringsleger staan. In de Koerdische gebieden werd een systeem opgebouwd dat de PYD omschreef als democratisch federalisme. Iedere bevolkingsgroep kreeg eigen bestuursorganen, die met elkaar samenwerkten om het kanton te besturen. Het onderwijs in de Koerdische taal en cultuur werd toegestaan, waar het eerder onder de Syrische regering verboden was geweest. De PYD vond een belangrijke bondgenoot in de Arameeërs, Syrische christenen die in de provincie Hasakah leven.
Vanaf 2014 raakten Koerdische en christelijke troepen in Jazira slaags met de oprukkende Islamitische Staat, die in het zuiden van de provincie Hasakah grote gebieden controleerde met een voornamelijk Arabische bevolking. In oktober 2015 werden de Syrische Democratische Strijdkrachten (SDF) in Jazira georganiseerd, met Amerikaanse steun. Sinds 2014 hebben de Koerden en hun bondgenoten Islamitische Staat steeds verder teruggedrongen, waardoor de grenzen van het kanton Jazira steeds verder opschoven. Onder andere de stad Al-Shaddadi in het zuiden van Hasakah viel in Koerdische handen.
Behalve de Koerdische strijdgroepen van de YPG en de Arameeërs (samenwerkend in de Syrische Militaire Raad) sloten ook Arabische strijdgroepen zich aan bij de autoriteiten van het kanton Jazira. Een van de belangrijkste strijdgroepen is Jaysh al-Sanadid, een 6500 tellende militie die de machtsbasis vormt van Arabische stammen in de regio Hasakah. De leider (sjeikh) van Jaysh al-Sanadid is een van de belangrijkste bestuursfiguren binnen het kanton Jazira. Sinds 2016 bepaalt de wet van Rojava dat een man en een vrouw samen besturen, en dat in het bestuur alle bevolkingsgroepen van het kanton vertegenwoordigd moeten zijn. Om die reden kent het kanton Jazira een president en vice-presidenten die van Koerdische, Arabische en christelijke achtergrond zijn.